# Срнице Доње
Срнице Доње су насељено мјесто у Босни и Херцеговини, у граду Градачцу, које припада ентитету Федерација Босне и Херцеговине. Према попису становништва из 2013. у насељу је живјело 404 становника.

## Становништво
| Националност       | 1991. | 1981. | 1971. |
| Срби               | 953   | 1.032 | 1.139 |
| Муслимани          | 7     | 13    | 3     |
| Југословени        | 13    | 46    | 6     |
| Црногорци          |       |       | 4     |
| Хрвати             | 5     |       | 7     |
| остали и непознато | 11    | 6     | 10    |
| Укупно             | 989   | 1.097 | 1.169 |

| Демографија | Демографија | Демографија |
| Година      | Становника  | Становника  |
| ----------- | ----------- | ----------- |
| 1961.       | 1.142       |             |
| 1971.       | 1.169       |             |
| 1981.       | 1.097       |             |
| 1991.       | 989         |             |
| 2013.       | 404         |             |